# Paolo Bianchessi
Paolo Bianchessi (* 17. Januar 1981 in Osio Sotto) ist ein ehemaliger italienischer Judoka. Er war Europameisterschaftszweiter 2008 und Europameisterschaftsdritter 2003.

## Sportliche Karriere
Der 1,80 m große Paolo Bianchessi kämpfte im Schwergewicht. 1998 belegte er den dritten Platz bei den Weltjugendspielen in Moskau. Im gleichen Jahr wurde er Zweiter der Junioreneuropameisterschaften. 2000 gewann er seinen ersten italienischen Meistertitel, der zweite Titel folgte 2006. Ende 2000 gewann Bianchessi die Silbermedaille sowohl bei den Juniorenweltmeisterschaften als auch bei den Junioreneuropameisterschaften. 2001 belegte der Angehörige der Carabinieri den dritten Platz bei den Militärweltmeisterschaften, diesen Erfolg konnte er 2002 wiederholen.
Bei den Europameisterschaften 2003 unterlag er im Halbfinale dem Russen Tamerlan Tmenow, den Kampf um Bronze gewann der Italiener gegen den Esten Martin Padar. Bei den Weltmeisterschaften 2003 schied er im Achtelfinale gegen den Iraner Seyed Mahmoudreza Miran Fashandi aus. Ende 2003 erkämpfte Bianchessi eine Bronzemedaille bei den Militärweltspielen. 2004 bei den Europameisterschaften in Bukarest erreichte er erneut das Halbfinale. Nach seiner Niederlage gegen den Esten Indrek Pertelson verlor er den Kampf um Bronze gegen Tamerlan Tmenow. Bei den Olympischen Spielen in Athen siegte Bianchessi im Viertelfinale gegen den Niederländer Dennis van der Geest. Im Halbfinale unterlag er dem Japaner Keiji Suzuki, den Kampf um Bronze verlor Bianchessi nach 1:17 Minuten gegen Indrek Pertelson.
2005 erreichte Bianchessi das Finale bei den Mittelmeerspielen in Almeria und erhielt die Silbermedaille hinter dem Türken Selim Tataroğlu. Bei den Weltmeisterschaften in Kairo unterlag Bianchessi im Halbfinale dem Russen Alexander Michailin. Den Kampf um Bronze verlor er gegen den Georgier Lascha Gudschedschiani. Bei den Europameisterschaften 2006 und den Weltmeisterschaften 2007 konnte sich Bianchessi nicht unter den besten acht Kämpfern platzieren. 2008 bei den Europameisterschaften in Lissabon erreichte Bianchessi das Finale durch einen Halbfinalsieg über Lascha Gudschedschiani. Im Finale verlor er gegen Tamerlan Tmenow. Bei den Olympischen Spielen in Peking verlor Bianchessi in der zweiten Runde gegen den Japaner Satoshi Ishii. In der Hoffnungsrunde gewann er gegen den Ägypter Islam El-Shehaby und unterlag dann Tamerlan Tmenow. 2010 erreichte Bianchessi bei den Weltmeisterschaften in Tokio sowohl im Schwergewicht als auch in der offenen Klasse das Achtelfinale und schied dann jeweils gegen einen Japaner aus. 2011 beendete er seine aktive Laufbahn.
Danach wurde Bianchessi Judotrainer und betreute unter anderem den Olympiasieger von 2016 Fabio Basile.